# Imbert Rollaz du Rosey
Imbert Rollaz du Rosey (* 1640, getauft am 25. Januar 1657 in Rolle; † 19. März 1704 in Berlin) war ein preußischer Generalmajor sowie Erbherr auf Rosey, Heinersdorf, Hackenau (Kreis Lebus; auch: Hackenow), Behlendorf (Kreis Lebus) und Schönwalde.

## Leben

### Herkunft
Imbert war der Sohn von Guillaume Rollaz, der 1658 Herr von Rosey wurde, und dessen Ehefrau Magdalene, geborene von Steiger.

### Militärkarriere
Rosey trat 1681 in Kurbrandenburger Dienste und kämpfte gegen die Türken in Ungarn. Er war bereits 1690 Oberst und Generaladjutant des Kurfürsten Friedrich III. Im Juli 1690 war er auf wichtiger diplomatischer Mission in Brüssel und traf dort mit dem Fürsten von Waldeck, dem Marquis von Castanaga, dem von Degenfeld und dem Ratspensionär Anthonie Heinsius zusammen.
Im Juli 1691 bat Rosey um eine Versetzung zur Armee an den Rhein, die auch gewährt wurde. Am 28. Mai 1692 ging er als Diplomat von Wesel zum König von England und Ende Juli 1692 zum Bischof von Münster. Dieser hatte versprochen mehrere 1000 Mann zu Pferde und 2000 Mann zu Fuß für die verbündete Armee zu stellen. Als der französische Botschafter zwischen Hannover und Leipzig reiste, erhielt Rollaz den Auftrag ihn zu begleiten. Da sich Brandenburg und Frankreich im Krieg befanden, hatte dieser den Auftrag den Botschafter sofort zu verhaften, falls er das Kurfürstentum Brandenburg betreten sollte. Am 28. Dezember 1692 wurde Rosey Kommandeur des Regiments Kurprinz zu Pferd.
1697 übertrug man Rosey die Anwerbung und Aufstellung der Schweizergarde, der er als Hauptmann vorstand. 1703 wurde er zum Generalmajor ernannt.
Er verstarb 1704 und wurde im Gewölbe der Parochialkirche in Berlin beigesetzt.

### Familie
Verheiratet war er seit 6. Januar 1693 mit Dorothea Charlotte von Meinders (* 1671; † 13. Juni 1734 in Berlin), der Tochter des Finanzministers Franz von Meinders. Das Paar hatte mehrere Kinder darunter:
- Franz Wilhelm (1695–1728) ⚭ 1. Juni 1739 Amalie Juliane von Dönhoff
- Karl
- Ludwig Imbert (* 1697; † 19. April 1757), Landrat und Erbherr auf Hasselbusch ⚭ Jacobine Luise von Dewitz (* 1712; † vor 1767)
- Melchior Friedrich Philipp (* 30. Mai 1699; † 14. November 1744)

⚭I Marie Katharina von Schlieben (* 1698; † 14. April 1738), Tochter von Generalmajor Johann Friedrich von Schlieben, Witwe von Johann August Marschall von Bieberstein († 1736), Erbtochter dieser Ehe war: Marie Rollaz du Rosey (1738–1813) ⚭ August von Katte (1711–1779)
⚭II 1. Juni 1739 Gräfin Amalie Juliane von Dönhoff (* 17. April 1714; † 16. Januar 1760), Tochter von Bogislaw Friedrich von Dönhoff
- Otto

Die Güter Heinersdorf, Hackenau, Behlendorf und Schönwalde waren allesamt Erbe seiner Frau.